# Isomaltulosa
La isomaltulosa (nom químic: 6-0-α-D-glucopiranosil-D-fructosa), també coneguda amb el nom comercial registrat Palatinose, és un disacàrid que es fabrica comercialment per via enzimàtica a partir de la sacarosa a través de fermentació bacterina. És un constituent natural de la mel i de la canya de sucre i té un gust dolç. S'ha usat com substitut del sucre al Japó des de 1985. No provoca càries.
La isomaltulosa s'absorbeix completament en l'intestí prim com la glucosa i la fructosa. Com la sacarosa, és completament digerida i té aproximadament les mateixes calories, unes 4 cal/g.
Té un índex glucèmic i un índex insulínic baix. L'efecte de la isomaltulosa proporciona un subministrament d'energia més equilibrat i més perllongat de la glucosa.
La isomaltulosa pot incrementar la quantitat de greix usat com energia, això fa augmentar la resistència a l'esforç físic.
La isomaltulosa es tolera com la sacarosa i no és adequada per a persones amb una intolerància preexistent a la fructosa i a les que són incapaces de digerir la sacarosa.
Bàsicament la isomaltulosa té les mateixes funcions que la sacarosa; com a font d'energia que manté el cos humà i el funcionament del cervell.
Allò que differencia la isomaltulosa de la sacarosa és la taxa d'absorció de la substància la qual és 26-45% més baixa amb una resposta glucèmica més baixa.

## Ús en productes
La isomaltulosa s'ha usat en moltes begudes com substitut de la sacarosa. Es fa servir especialment en begudes saludables, begudes energètiques i sucres artificials per a pacients diabètics.
Com que és una substància fàcilment dispersable i que no es coagula, la isomaltulosa s'ha usat en begudes en pols com les llets en pols per a infants.
Després d'una sèrie d'estudis s'ha declarat la isomaltulosa com a producte segur per a diversos aliment i begudes. Sembla ser beneficiosa pel desenvolupament del cervell i del cos en infants.